# Parauchenoglanis balayi
Parauchenoglanis balayi är en fiskart som först beskrevs av Sauvage, 1879.  Parauchenoglanis balayi ingår i släktet Parauchenoglanis och familjen Claroteidae. IUCN kategoriserar arten globalt som livskraftig. Inga underarter finns listade i Catalogue of Life.